# Vasaloppets vintervecka
Vasaloppets vintervecka, tidigare Vasaloppsveckan, består av tio skidlopp för elit och motionärer som genomförs i Dalarna, Sverige från slutet på februari till början av mars, dvs vecka 8-9. Veckan inleds alltid med Vasaloppet 30 (f d Kortvasan) som har en distans på 30 km. Därefter följer Tjejvasan, Ungdomsvasan, Öppet spår (man kan välja mellan Öppet Spår söndag och Öppet Spår måndag) Vasaloppet 45 (f d Halvvasan), Nattvasan 45, Nattvasan 90, Stafettvasan (samt tidigare Skejtvasan) och slutligen långloppstävlingen – Vasaloppet på 90 km. Vasaloppet genomförs alltid första söndagen i mars. 

## Övrigt
Till Vasaloppets vintervecka 2012 hade över 60 000 skidåkare anmält sig i de olika loppen, vilket aldrig hade hänt förut . Störst deltagarantal hade Vasaloppet med 15 800 anmälda. Varje år sedan dess har över 60 000 anmält sig. Vissa lopp brukar bli helt fulltecknade medan andra har startplatser kvar.
Vasaloppet 2013 blev fulltecknat rekordtidigt. Redan den 15 mars 2012 hade "taket" på 15 800 anmälda nåtts. Startplatserna till Vasaloppet har sedan dess varje år tagit slut samma dag som anmälan öppnar. Vasaloppet 2019 (det 95:e vasaloppet i ordningen) fulltecknades efter cirka 90 minuter när anmälan öppnade den 18 mars 2018.

## Vasaloppets vintervecka
Följande lopp ingår i Vasaloppets vintervecka:
- Vasaloppet 30 (f d Kortvasan), 30 km
- Tjejvasan, 30 km
- Ungdomsvasan, 9 eller 19 km
- Öppet spår, 90 km (man kan välja mellan Öppet Spår söndag och Öppet Spår måndag)
- Vasaloppet 45 (Halvvasan), 45 km
- Stafettvasan, fem sträckor: 24, 24, 14, 9 och 19  km
- Nattvasan 45, 45 km (parlopp för två personer som åker tillsammans med start i Oxberg)
- Nattvasan 90, 90 km (parlopp för två personer som åker tillsammans med start i Sälen)
- Blåbärsloppet, 9 km
- Vasaloppet, 90 km

Även "Barnens Vasalopp skidor" arrangeras under veckan i både Sälen och Mora.

### Tidigare lopp under veckan
- Skejtvasan, 30 eller 45 km. (sista Skejtvasan gick 2012)